# Komisja Małych i Średnich Przedsiębiorstw
Komisja Małych i Średnich Przedsiębiorstw (MSP) – stała komisja Sejmu III kadencji. Do zakresu działania Komisji należą sprawy związane z tworzeniem właściwych podstaw prawnych dla powstawania, działania i rozwoju małych i średnich przedsiębiorstw prowadzonych przez różne podmioty gospodarcze, dostosowywania norm prawnych, również w procesie legislacyjnym, do potrzeb i możliwości działania takich przedsiębiorstw, a także rozwoju rzemiosła, spółdzielczości oraz działalności gospodarczej w zakresie drobnej wytwórczości oraz usług.

## Prezydium Komisji
- Jacek Piechota (SLD) – przewodniczący
- Roman Jagieliński (niez.) – zastępca przewodniczącego
- Witold Nieduszyński (PiS) – zastępca przewodniczącego
- Adam Szejnfeld (niez.) – zastępca przewodniczącego[2]